# Vera Sokolova
Vera Aleksandrovna Sokolova (rusko Вера Александровна Соколова), ruska atletinja, * 8. junij 1987, Čuvašija, Sovjetska zveza.
Ni nastopila je na poletnih olimpijskih igrah. Na evropskih prvenstvih je osvojila srebrno medaljo v hitri hoji na 20 km leta 2010. 26. februarja 2011 je postavila svetovni rekord v hitri hoji na 20 km s časom 1:25:08, ki je veljal leto in pol.